# Woning Billiet

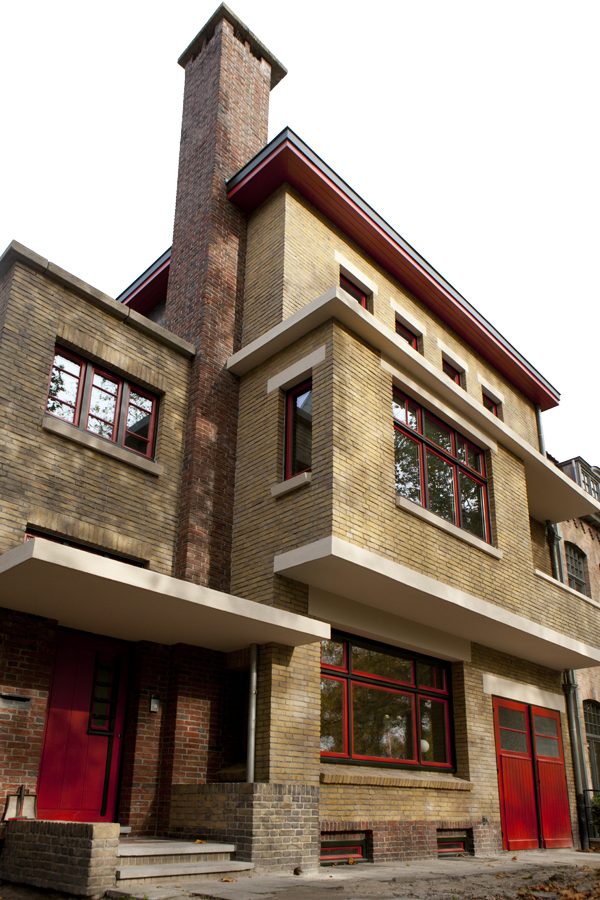
Huis Billiet - gevel

Woning Billiet met diamantslijperij is een modernistische woning naar ontwerp van architect Huib Hoste in Brugge. Sinds 1995 beschermt de Vlaamse overheid deze woning. Het huis is in de inventarislijst van Onroerend Erfgoed opgenomen.

## Diamantslijperij
Jules Billiet geeft in de jaren 20 de opdracht aan Huib Hoste om in Brugge een huis met aangrenzende diamantslijperij te bouwen. In 1927 start hij er zijn eigen bedrijf. Hij biedt het hoofd aan de oorlog en de economische crisis in de eerste helft van de twintigste eeuw. Uiteindelijk stopt de familie de activiteiten in de diamantslijperij in 1952.

## Modernistische woning
Hoste is volgens Le Corbusier de eerste modernistische architect in België. Hij ontwerpt Huis Billiet volgens een traditionele planindeling, maar het is één van de eerste woningen waar Hoste speelt met volumes in de gevelopbouw. Grenzend aan de woning verschijnt de diamantslijperij als een lage betonbalk. De volumes geven de woning een kubistisch karakter.
Huib Hoste gelooft net als zijn collega’s van De Stijl (kunstenstroming in de modernistische architectuur) in het gebruik van nieuwe materialen en technieken. In Huis Billiet past Huib Hoste de toen nieuwe betontechnieken toe.
De woning valt op door het exuberant kleurenspel. De gevel schittert in gele, rode en zwarte bakstenen. Het schrijnwerk krijgt een mooi kleurenpalet en in het interieur introduceert Hoste polychrome abstracte elementen in gedurfde kleurencombinaties.
De architect zorgt bovendien voor een totaalconcept. Hij ontwerpt een aantal meubels voor het huis en zorgt voor de aankleding van de woning.